# Ustawa o spółdzielni (PRL)
Ustawa o spółdzielni (PRL) – spółdzielnia była dobrowolnym i samorządnym zrzeszeniem o nieograniczonej liczbie członków i zmiennym funduszu udziałowym. Spółdzielnia miała na celu prowadzenia działalności gospodarczej w ramach narodowego planu gospodarczego oraz rozwijanie działalności społeczno-wychowawczej.

## Regulacje prawne w zakresie spółdzielni
W 1947 r. przyjęto dekret o zmianie ustawy o spółdzielniach z 1934 r. mówiący o tym, że Związek Rewizyjny Spółdzielni mógł wykonywać czynności administracyjno-gospodarcze zlecone na zasadzie szczególnych przepisów. W 1948 r. przyjęto ustawę o centralach spółdzielczo-państwowych, w których działały wyspecjalizowane typy spółdzielni, tworzących centralę. W 1950 r. przyjęto obwieszczenie Przewodniczącego Państwowej Komisji Planowania Gospodarczego o ustawie z 1920 r., które po nieznacznych zmianach faktycznie sankcjonowało prawo z okresu międzywojennego.
Właściwa ustawa o spółdzielniach i ich związkach ukazała się w 1961 r.

## Statut spółdzielni
Statut spółdzielni zawierał:
- nazwę spółdzielni;
- siedzibę spółdzielni oraz teren jej działania;
- cel spółdzielni, przedmiot jej działalności gospodarczej oraz czas jej trwania;
- wysokość udziałów, sposób i terminy ich wnoszenia i zwrotu oraz skutki niewpłacenia udziałów w terminie;
- prawa i obowiązki członków;
- zasady przyjmowania, występowania, wykreślania i wykluczania członków;
- sposób zwoływania walnych zgromadzeń, obradowania na nich i podejmowania uchwał oraz sposób wybierania i odwoływania innych organów spółdzielni;
- zasady podziału nadwyżki bilansowej i pokrywania strat;
- określenie organu spółdzielni właściwego do podejmowania uchwał w sprawach wyboru przedstawicieli na zjazd delegatów związku.

## Członkowie spółdzielni
Członkiem spółdzielni była każda osoba fizyczna o pełnej zdolności do czynności prawnych. Spółdzielnia liczyła co najmniej 10 członków, jeżeli statut nie wymagał liczby większej. Liczbę członków spółdzielni w przypadku osób prawnych, stanowiły co najmniej trzy podmioty. Warunkiem przyjęcia na członka było złożenie deklaracji na piśmie.
Prawem i obowiązkiem członka spółdzielni było:
- zobowiązać się był do wniesienia zadeklarowanych udziałów, stosownie do postanowień statutu;
- uczestniczyć w pokrywaniu jej strat do wysokości zadeklarowanych udziałów;
- zadeklarować wpłatę co najmniej jednego udziału, jeżeli statut nie zobowiązywał członków do zadeklarowania większej ilości udziałów;
- nie mógł przed ustaniem członkostwa żądać zwrotu wpłat dokonanych na udział.

## Organy spółdzielni
Organami spółdzielni były:
- walne zgromadzenie;
- rada spółdzielni;
- zarząd spółdzielni.

### Walne zgromadzenie
Walne zgromadzenie członków było najwyższym organem spółdzielni.
Członek brał udział w walnym zgromadzeniu tylko osobiście. Osoby prawne będące członkami spółdzielni brali udział w walnym zgromadzeniu przez ustanowionych w tym celu pełnomocników. Każdy członek miał jeden głos bez względu na liczbę posiadanych udziałów. W walnych zgromadzeniach mieli prawo uczestniczyć z głosem doradczym przedstawiciele właściwych związków i Naczelnej Rady Spółdzielczej.
Do wyłącznej właściwości walnego zgromadzenia należał:
- wybór i odwoływanie członków rady;
- uchwalanie kierunków rozwoju działalności gospodarczej i społeczno-wychowawczej;
- rozpatrywanie sprawozdań rady, zatwierdzanie sprawozdań rocznych oraz podejmowanie uchwał co do wniosków rady, zarządu lub członków w tych sprawach;
- podejmowanie uchwał w związku z oceną działalności spółdzielni;
- podejmowanie uchwał w przedmiocie podziału nadwyżki bilansowej lub sposobu pokrycia strat;
- podejmowanie uchwał w sprawie zbycia lub nabycia przedsiębiorstwa;
- podejmowanie uchwał w sprawie zbycia nieruchomości, połączenia spółdzielni i jej likwidacji;
- rozpatrywanie odwołań od decyzji rady;
- uchwalanie zmian statutu.

### Rada spółdzielni
Rada nadzorowała i kontrolowała działalność zarządu spółdzielni oraz czuwała nad właściwym wykonywaniem przez spółdzielnię jej zadań statutowych.
Rada składała się co najmniej z trzech członków spółdzielni.
Do zakresu działania rady należał:
- nadzór i kontrola działalności spółdzielni;
- uchwalanie planów gospodarczo-finansowych;
- badanie okresowych zamknięć rachunkowych;
- podejmowanie uchwał w sprawie nabywania lub obciążania nieruchomości oraz zbycia lub nabycia innych środków trwałych;
- rozpatrywanie skarg i zażaleń na działalność zarządu;
- składanie walnemu zgromadzeniu sprawozdań zawierających w szczególności wyniki kontroli i ocenę rocznych zamknięć rachunkowych;
- podejmowanie uchwał co do wszelkich czynności prawnych dokonywanych między spółdzielnią a członkami zarządu oraz reprezentowanie spółdzielni przy tych czynnościach.

### Zarząd spółdzielni
Zarząd kierował działalnością spółdzielni oraz reprezentował ją na zewnątrz.
Zarząd składał się z co najmniej z trzech członków. Członkami zarządu byli tylko członkowie spółdzielni. Członkiem zarządu spółdzielni zrzeszającej osoby prawne byli również pełnomocnicy osoby prawnej.
Statut określał organ spółdzielni uprawniony do wyboru członków zarządu oraz sposób ich wyboru.

## Związki spółdzielcze
Spółdzielnie określonego typu lub typów zrzeszały się w we właściwe dla nich centrale lub inne związki spółdzielcze.
Naczelną reprezentacją ruchu spółdzielczego była Naczelna Rada Spółdzielcza.